# Erwin Koen
Erwin Koen (* 7. September 1978 in Den Helder) ist ein ehemaliger niederländischer Fußballspieler.

## Karriere
Koen spielte von 2000 bis 2005 bei Rot-Weiss Essen und absolvierte 23 Zweitliga- und 120 Regionalligapartien. Mit Essen stieg er 2004 als Torschützenkönig in die 2. Fußball-Bundesliga auf. Nach dem direkten Wiederabstieg wechselte er zu Alemannia Aachen und stieg dort im Folgejahr in die Fußball-Bundesliga auf. Die Saison 2006/07 begann am 11. August 2006, sodass Koen am 31. August wenige Stunden vor Ablauf der Wechselfrist noch zum SC Paderborn 07 wechseln konnte, obwohl er am 2. Spieltag gegen den FC Schalke 04 eingewechselt worden und so zu seinem einzigen Bundesligaeinsatz gekommen war.
Zwei Tage nach einem 1:1 im Spiel gegen den SV Wehen Wiesbaden am 33. Spieltag 2007/08, das den Abstieg aus der zweiten Liga besiegelte, unterschrieb er einen Zweijahresvertrag in Wiesbaden. Nach dem Abstieg des SVWW aus der 2. Fußball-Bundesliga 2009 verließ er den Verein und wechselte in die Niederlande zu Telstar Velsen in die zweitklassige Eerste Divisie. Nach einem Jahr ging er zum Topklasseverein De Treffers aus Groesbeek. In der Saison 2011/12 stand er bei JVC Cuijk unter Vertrag. Danach ließ er seine Karriere beim Amateurverein SV Leones ausklingen.
Seinen ersten Trainerposten übernahm er 2014 bei VV Eldenia aus Arnheim.

## Familiäres
Erwin Koen ist im 3. Grade, von Seiten des Großvaters, mit der 2004 verstorbenen niederländischen Jahrhundertathletin Fanny Blankers-Koen verwandt.
Sein Bruder Raymond ist ein erfolgreicher Leichtathlet (Laufen).